# Frötuna landsfiskalsdistrikt
Frötuna landsfiskalsdistrikt var 1918-1951 ett landsfiskalsdistrikt i Stockholms län, bildat när Sveriges indelning i landsfiskalsdistrikt trädde i kraft den 1 januari 1918, enligt beslut den 7 september 1917. När Sveriges nya indelning i landsfiskalsdistrikt trädde i kraft den 1 januari 1952 (enligt kungörelsen 1 juni 1951) upphörde distriktet och dess område inkorporerades i Norrtälje landsfiskalsdistrikt.
Landsfiskalsdistriktet låg under länsstyrelsen i Stockholms län.

## Ingående områden
När Sveriges nya indelning i landsfiskalsdistrikt trädde i kraft den 1 oktober 1941 (enligt kungörelsen den 28 juni 1941) tillfördes kommunerna Husby-Lyhundra, Fasterna, Rimbo, Rö och Skederid från det upplösta Sjuhundra landsfiskalsdistrikt.

### Från 1918
Frötuna och Länna skeppslag:
- Blidö landskommun
- Frötuna landskommun
- Länna landskommun
- Rådmansö landskommun

### Från 1 oktober 1941
Frötuna och Länna skeppslag:
- Blidö landskommun
- Frötuna landskommun
- Länna landskommun
- Rådmansö landskommun

Lyhundra härad:
- Husby-Lyhundra landskommun

Sjuhundra härad:
- Fasterna landskommun
- Rimbo landskommun
- Rö landskommun
- Skederids landskommun